# Bernissart
Bernissart (in piccardo Bernissåt) è un comune belga di 11 513 abitanti, situato nella provincia vallona dell'Hainaut.
Quale curiosità, a fine XIX secolo furono qui scoperti all'interno in una miniera di carbone i resti scheletrici ben conservati e pressoché completi di alcune decine di dinosauri (Iguanodon). Una testimonianza scientifica notevole che ha permesso un importante avanzamento nello studio di quest'aspetto del nostro passato.